# Breaux Greer

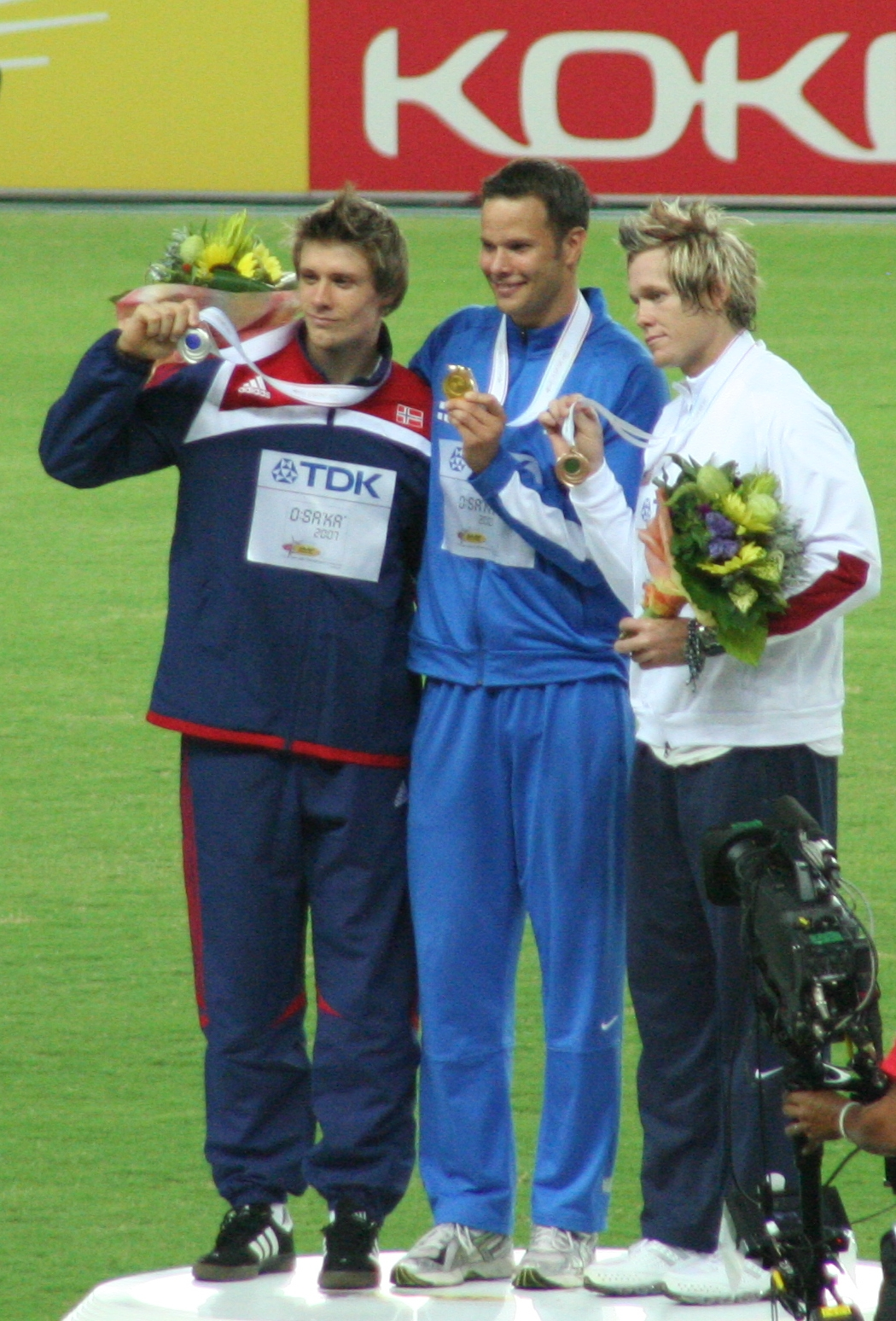
Breaux Greer

Breaux Greer, född 19 oktober 1976 i Houston, är en amerikansk friidrottare (spjutkastare). 
Greer är amerikansk och nordamerikansk rekordhållare i spjutkastning med 91,29 som han noterade vid det amerikanska mästerskapet 2007. Vid VM 2007 lyckade Greer för första gången vinna en medalj vid ett stort mästerskap då han blev bronsmedaljör. Greer deltog vid OS på 2000 och 2004 men blev tolva vid båda tillfällena.